# Dronninglund
Dronninglund è un centro abitato della Danimarca situato  nel comune di Brønderslev, nella regione dello Jutland Settentrionale.
La cittadina, che ha 3 572 abitanti, è situata nell'entroterra della parte sudorientale dell'isola di Vendsyssel-Thy circa a metà strada tra Aalborg a sud e Sæby a nord.

## Origine del nome
Il nome deriva da quello della regina consorte di Danimarca e Norvegia Carlotta Amalia d'Assia-Kassel, che nel XVIII secolo acquisì il locale castello (originariamente un convento benedettino).